# Autosexualismus a psycherotismus
Autosexualismus a psycherotismus je publikace psychoanalytika, spisovatele, básníka, publicisty, filosofa, estetika, sociologa a biologa Bohuslava Brouka (1912–1978), vydaná v pražské Edici surrealismu v únoru 1935, autorem obálky a typografické úpravy je Karel Teige.
Zásadní dílo k problematice autoerotiky a autosexualismu (ipsace, onanie, masturbace) z pohledu historie, psychologie a psychoanalýzy, sociologie, pedagogiky a medicíny. Druhý svazek, věnovaný psycherotismu, nebyl s největší pravděpodobností napsán. Publikace byla reeditována v roce 1992 po téměř nepatrně odlišným názvem Autosexualismus a psychoerotismus (Praha: Odeon).

## Obsah knihy
- I. SEXUALITA A EROTIKA
- 1. Terminologie
- 2. Systematika
- II. KVALITY, DRUHY A FORMY AUTOSEXUALISMU
- 1. Kvality autosexualismu
- 2. Staré dělení ipsace
- 3. Druhy ipsace
- 4. Formy genitální ipsace mužů
- 5. Formy genitální ipsace žen
- 6. Formy extragenitální ipsace
- III. ROZŠÍŘENÍ AUTOSEXUALISMU
- 1. Rozšíření automace
- 2. Rozšíření genitální ipsace
- 3. Rozšíření extragenitální ipsace
- 4. Masové rozšíření autosexualismu
- 5. Intensita a trvání autosexualismu
- 6. Vliv pohlaví na rozšíření, intensitu a trvání autosexualismu
- 7. Omezená platnost stereotypie ipsace
- 8. Sublimace, ekvivalenty a symboly ipsace
- IV. THEORIE AUTOSEXUALISMU
- 1. Etiologie automace
- 2. Bludné názory lékařů na automaci
- 3. Morální kritika automace
- 4. Pathologické druhy automace
- 5. Etiologie ipsace
- 6. Stará etiologie ipsace
- 7. Pověry o škodlivosti ipsace
- 8. Domnělé symptomy ipsace
- 9. Snahy o profylaxi ipsace
- 10. Snahy o léčení ipsace
- 11. Stručný přehled literatury o ipsaci
- 12. Bezpodstatnost obav o zdraví
- 13. Následky boje s ipsací
- 14. Morální kritika ipsace
- 15. Neoprávněnost a zbytečnost boje proti ipsaci

## Recenze
- ČERNOUŠEK, Michal. A vůbec, tenhle Brouk! Respekt, 26. 4. 1993, r. [IV], č. 16, s. 23.
- GABRIEL, Jan. Dávné souznění vědy a poezie. Mladá fronta Dnes, 18. února 1993, r. IV, č. 40, s. 11.
- HLAVATÝ, Pavel. Autosexualismus a psychoerotismus. Český deník, 15. 1. 1993, r. 3, č. 11, s. 14.
- -jb-. Autor, který provokuje. Nové knihy, 24. 3. 1993, č. 11, s. 2.
- PUTNA, M[artin] C. Broukovy onanické ódy. Literární noviny,  4. března 1993, r. IV, č. 9,  s. 7.
- ŠTYRSKÝ, Jindřich. Psychoanalysa u nás. Magazin dp, únor 1936, r. III (1935–36), č. 8, s. 266 (přetištěno v souboru Štyrského textů Každý z nás stopuje svoji ropuchu: Texty 1923–40 (Eds. Karel Srp – Lenka Bydžovská. Praha: Thyrsus, 1996, s. 125–126).